# Direzione generale Creatività Contemporanea
La Direzione generale Creatività contemporanea è l’ufficio del Ministero della cultura dedicato alla contemporaneità, afferente al Dipartimento per le Attività Culturali. 
Svolge le funzioni e i compiti relativi alla promozione e al sostegno dell’arte e dell’architettura contemporanee, ivi inclusa la fotografia e la video-arte, delle arti applicate, ivi compresi il design e la moda, e della qualità architettonica ed urbanistica. La Direzione sostiene altresì le imprese culturali e creative e promuove interventi di rigenerazione urbana. La Direzione si articola in uffici dirigenziali di livello non generale centrale (DPCM 57/2024 art. 18).

## Organizzazione amministrativa
La struttura prevede 3 servizi.
- Servizio I: Imprese culturali e creative, moda e design
- Servizio II: Arte contemporanea e fotografia
- Servizio III: Architettura contemporanea, periferie e rigenerazione urbana

## La Storia
La scelta di dotare l’amministrazione dei beni culturali di un settore dedicato esclusivamente alla contemporaneità risale al 2001, quando viene istituita la DARC - Direzione Generale per l’Arte e l’Architettura Contemporanee con l’intento di affiancare alle tradizionali attività di tutela, protezione e restauro dell’antico, una nuova direzione dedicata alla promozione, all’incentivo e alla valorizzazione della creatività contemporanea. Si tratta di una novità significativa: per la prima volta si integra la tutela del patrimonio culturale e del paesaggio con l’attenzione per l’arte e l’architettura contemporanee, cui viene riconosciuta pari dignità rispetto alle testimonianze del passato (DPR n. 441/2000 art. 5).
Successivamente, l’ufficio subisce diverse modifiche, ampliando o restringendo le proprie competenze, adeguandosi di volta in volta alle riforme del Ministero.
Nel 2007 con l’istituzione della PARC - Direzione Generale per la qualità e la tutela del Paesaggio, l’Architettura e l’Arte contemporanee, la Direzione cambia nome e funzione, acquisendo una nuova competenza sul paesaggio (DPR n. 233/2007 art. 7).
Nel 2009 la PARC viene soppressa e le sue funzioni sono assorbite dal Servizio V della PaBAAC - Direzione Generale per il Paesaggio, le Belle arti, l’Architettura e l’Arte contemporanee (DPR n. 91/2009 art. 1).
Nel 2014 viene istituita la DGAAP - Direzione Generale Arte e Architettura contemporanee e Periferie urbane, che amplia le proprie competenze sul contemporaneo, includendo la riqualificazione delle periferie urbane, per la prima volta oggetto specifico di azione da parte del Ministero (DPCM n. 171/2014 art. 16).
Nel giugno 2019 viene modificata la denominazione in Direzione Generale Creatività contemporanea e Rigenerazione urbana, ampliandone le competenze (DPCM n. 76/2019 art. 18).
Nel dicembre 2019, a seguito di una riorganizzazione del Ministero, viene istituita la DGCC - Direzione Generale Creatività Contemporanea con l’ampliamento delle competenze ai settori delle imprese culturali e creative, moda, design e fotografia, con l’articolazione in cinque servizi (DPCM n. 169/2019 art. 21 e DM del 28.01.2020).
In ottobre 2023, a seguito di una riorganizzazione del Ministero, la DGCC – Direzione Generale Creatività Contemporanea passa da cinque a tre servizi (DPCM n. 167/2023 art. 2 e DM n. 51 del 09.02.2023). Nel marzo 2024, si perfeziona la riorganizzazione del Ministero, confermando l’articolazione in tre uffici della DGCC – Direzione Generale Creatività Contemporanea (DPCM n. 57/2024 art. 18 e DM n. 270 del 05.09.2024).